# 人国記
『人国記』（じんこくき）は、日本各地の国（令制国）ごとに、その地域の人々の風俗、特に武士の気風について述べた、室町時代末期に成立したと考えられている書籍で、地誌のひとつとされる。
『人国記』には、特定の個人を紹介するような記述はない。しかし、近代以降、著名人の紹介記事を、出身地である都道府県ごとにまとめたものを「人国記」と称する例が見られる。

## 概要
著者や成立年代は不明である。鎌倉幕府の5代執権で、出家後に諸国を遍歴したとする伝説のある北条時頼を著者に擬する説が古くからあるが、現代では室町時代末期、すなわち戦国時代の成立と考えられている。武田信玄が本書を愛読したという話も伝わっている。
刊本は、関祖衡が地図や解説を追加するなどの改編をし、1701年（元禄14年）に江戸の須原屋茂兵衛によって出版されたものが伝わっている。また、後には伴信友が校閲した刊本も出版された。

## 近代以降の「人国記」
横山達三（横山健堂）は、『読売新聞』や『日本及日本人』に連載した記事をまとめ、『新人国記』と題して1911年（明治44年）に出版した。
1913年には角田浩々歌客が『漫遊人国記』を、1915年には禿氏岳山が『女人国記』を出版し、以降「人国記」を書名に含む書籍が様々な形で出版されるようになった。

## 書籍
- 人国記・新人国記　浅野建二 注校　岩波文庫　1987年　ISBN 978-4003302811